# 上野村 (新潟県)
上野村（うえのむら）は、かつて新潟県中魚沼郡にあった村。

## 沿革
- 1889年（明治22年）4月1日 - 町村制施行に伴い中魚沼郡上野村、新町新田、下平新田、小根岸村、三領村、星名新田が合併し、上野村が発足。
- 1956年（昭和31年）9月1日 - 中魚沼郡千手町、仙田村、橘村と合併し、川西町となり消滅。